# Nils Gripendahl
Nils Bengtsson Gripendahl (före adlandet 1682 Figrelius), född 1636 i Linköpings församling, Östergötland, död 1716, var en svensk överinspektör.

## Biografi
Nils Gripendahl föddes 1636 i Linköping. Han var son till domprosten Benedictus Figrelius i Linköpings församling och Anna Lindh. Gripendahl var student vid Uppsala universitet och Greifswalds universitet. Han blev 22 december 1660 kanslist i reduktionskollegium, 1662 registrator vid nämnda kollegium och 1 juli 1674 överinspektor vid salpetersjuderiet. Gripendahl adlades 15 december 1682 till Gripendahl och introducerades samma år i Sveriges Riddarhus som nummer 1029. Han tog avsked från tjänsten som överinspektör 4 september 1700. Gripendahl avled 1726.

### Familj
Gripendahl var gift med Emerentia Hartig, dotter av bryggaren Claes Hartig och Engel Lindeman i Stockholm. De fick tillsammans barnen Nils Gripendahl (född 1676), kaptenen Claes Gripendahl (1677–1726) vid Västmanlands regemente, Ingrid Gripendahl (född 1679), Emerentia Charlotta Gripendahl (född 1680), Salomon Gripendahl (född 1682) och Johan Gripendahl (född 1684).